# 작은 세상 현상

작은 세상 현상 또는 작은 세상 실험은 미국인들의 사회 연결망의 평균 경로 길이를 측정하는, 스탠리 밀그램과 다른 연구자들이 수행한 여러 실험들을 아우른다. 이 연구는 인간 사회가 짧은 경로 길이의 특징을 보이는 작은 세상 형태의 네트워크임을 이야기한다. 이 실험들은 6단계 분리 법칙이라는 구절과 연계되곤 하지만 밀그램은 스스로 이 용어를 사용하지는 않았다. 

## 같이 보기
- 케빈 베이컨의 여섯 다리
- 던바의 수
- 에르되시 수
- 무작위 행보